# Гай Октавий Виндекс
Гай Октавий Виндекс (на латински: Gaius Octavius Vindex) e политик и сенатор на Римската империя през 2 век.

## Биография
Произлиза от фамилията Октавии. Той е вероятно роднина със Сергий Октавий Ленат Понтиан (консул 131 г.)
През 184 г. Виндекс е суфектконсул с неизвестен колега.